# Comunicazione interspecifica
La comunicazione interspecifica è la comunicazione tra specie diverse di animali, piante o microrganismi.

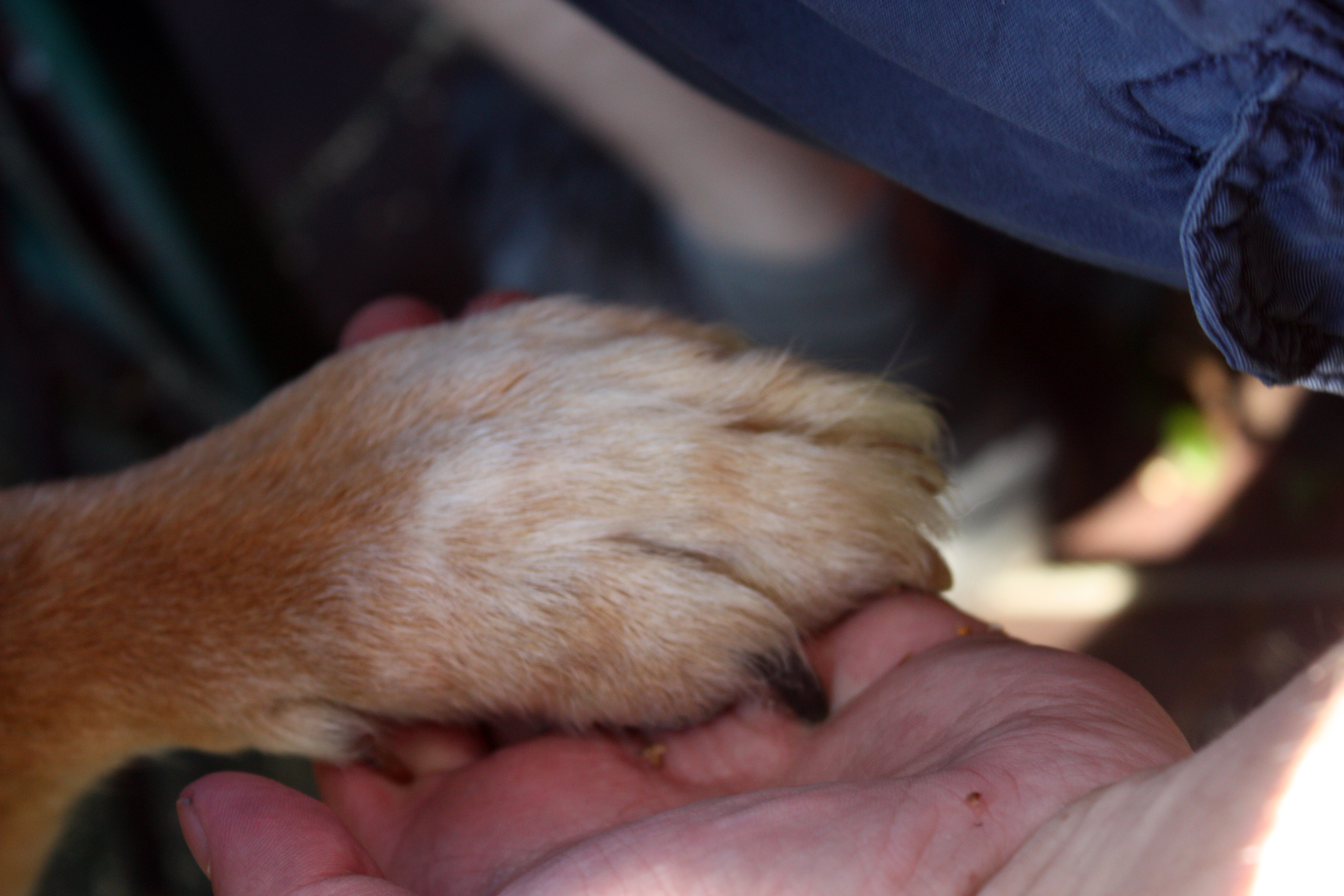
Comunicazione non verbale tra cane e uomo

## Mutualismo
La comunicazione interspecifica cooperativa implica la condivisione e la comprensione delle informazioni tra due o più specie che operano a vantaggio di entrambe le specie (mutualismo).
La ricerca che studia la comunicazione interspecifica si è concentrata principalmente sui primati ed in particolare sulle interazioni linguistiche tra l'uomo e gli altri primati. 

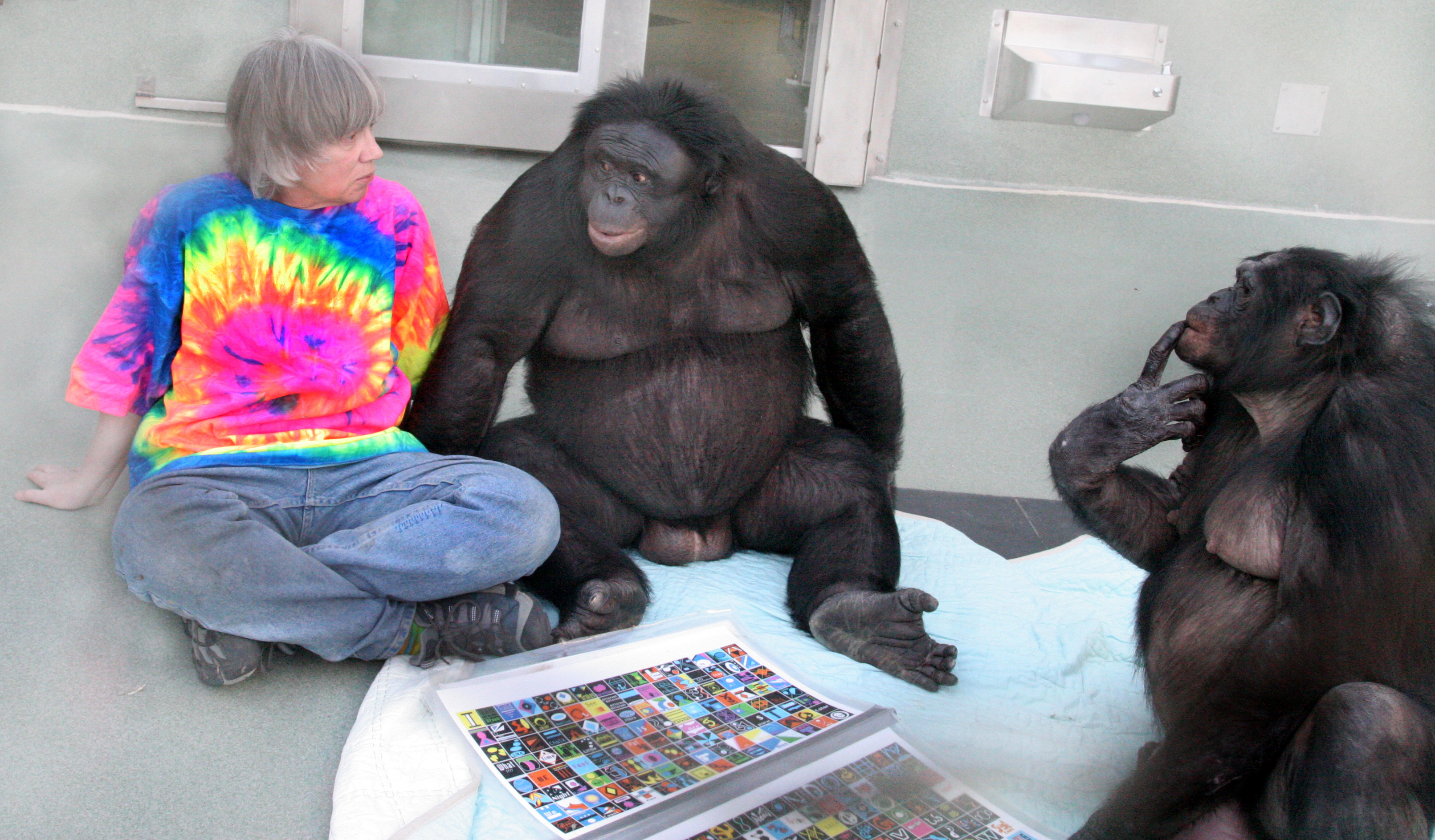
La primatologa Sue Savage-Rumbaugh ha condotto numerosi studi sulla comunicazione interspecifica con i bonobo.

Sin dagli anni '70, la primatologa statunitense Sue Savage-Rumbaugh ha lavorato con primati al Centro di ricerca linguistica (CRL) dell'Università statale della Georgia e, più recentemente, al Santuario per l'apprendimento dei primati dell'Iowa. Nel 1985, usando una tastiera e un monitor con i simboli dei lessigrammi e altre tecnologie informatiche, Savage-Rumbaugh iniziò il suo lavoro pionieristico con Kanzi, un bonobo maschio (P. paniscus). La sua ricerca ha apportato contributi significativi a un crescente corpo di lavoro in sociobiologia studiando l'apprendimento delle lingue nei primati non umani ed esplorando il ruolo del linguaggio e della comunicazione come meccanismo evolutivo. Secondo Alexander Fiske-Harrison, i metodi della Savage-Rumbaugh introdussero un nuovo "approccio olistico alla ricerca, allevando le scimmie dalla nascita e immergendole in un 'mondo linguistico'."
Koko, una gorilla di pianura femmina, iniziò a studiare una lingua dei segni americana modificata sin da cucciola, quando Francine "Penny" Patterson, iniziò a lavorare con lei nel 1975. Più di quarant'anni dopo, Penny e Koko continuano a lavorare insieme alla Fondazione per i gorilla in uno degli studi di comunicazione interspecifica più lunghi mai condotti, l'unico con i gorilla. Koko ora ha un vocabolario di oltre 1.000 segni e comprende ancora di più l'inglese parlato.
Nell'aprile del 1998, Koko ha dato una live chat AOL. Il linguaggio dei segni è stato utilizzato per inoltrare le domande a Koko dal pubblico online di 7.811 membri di AOL. Quanto segue è un estratto dalla live chat:
```
«AOL: MInyKitty chiede a Koko hai intenzione di avere un bambino in futuro?
PENNY: OK, è per Koko? Koko hai intenzione di avere un bambino in futuro?
KOKO: Koko-amare mangiare ... sorseggiare.
AOL: Anch'io!
PENNY: Che ne dici di un bambino? Hai intenzione di avere un bambino? Sta solo pensando ... le sue :mani sono unite ...
KOKO: Disattenzione.
PENNY: Oh povero tesoro. Ha detto "disattenzione". Si è coperta la faccia con le mani... questo significa che non succederà, in fondo, o non è ancora successo... Non lo vedo.
AOL: È triste!
PENNY: Sta rispondendo alla domanda. In altre parole, non ne ha ancora avuto uno, e lei non vede un futuro qui. Il modo in cui la situazione è effettivamente con Koko & Ndume, lei ha 2 maschi e 1 femmina, che è il contrario di ciò di cui ha bisogno. Penso che sia questo il motivo per cui ha detto questo, perché nella nostra situazione attuale, non è possibile per lei avere un bambino. Ha bisogno di parecchie femmine e un maschio per avere una famiglia.»
```

In natura sono stati descritti numerosi esempi di comunicazione interspecifica tra i primati: i lemuri dalla fronte rossa e i sifaka di Verreaux riconoscono i richiami di allarme l'uno dell'altro, e lo stesso si è osservato tra i cercopitechi diana e i cercopitechi di Campbell dell'Africa occidentale. Quando una specie suscita un segnale di allarme specifico per un certo predatore, l'altra specie reagisce nello stesso schema della specie che ha fatto il richiamo. Ad esempio, i leopardi cacciano entrambe le specie di scimmie traendo vantaggio dagli elementi della furtività e della sorpresa. Se le scimmie individuano il leopardo prima che attacchi (di solito producendo come risultato un assalto di gruppo), il leopardo in genere non attacca. Pertanto, quando viene fatto un richiamo di allarme per il leopardo, entrambe le specie rispondono posizionandosi vicino al leopardo, segnalando che è stato scoperto. Sembra anche che le scimmie siano in grado di distinguere un richiamo di allarme per un leopardo da, ad esempio, un richiamo di allarme per un rapace. Quando viene emesso un richiamo di allarme per un rapace, le scimmie rispondono spostandosi verso il suolo della foresta e lontano dall'attacco aereo. Non è semplicemente che le scimmie agiscono quando sentono i richiami di allarme, ma piuttosto che sono in grado di estrarre informazioni particolari da una richiamo.
Se la comprensione eterospecifica è un comportamento appreso o meno non è chiaro. Nel 2000 si scoprì che l'età e l'esperienza interspecifica erano fattori importanti nella capacità dei macachi dal berretto indiano di riconoscere i richiami eterospecifici. I macachi che erano più giovani ed esposti più a lungo ai richiami di allarme di altre specie avevano più probabilità di rispondere correttamente ai richiami di allarme eterospecifici. La chiave di questo apprendimento precoce è stata il rafforzamento di una minaccia predatoria, quando a un richiamo di allarme è stata fornita una minaccia corrispondente, la cui presenza ha stimolato l'associazione tra le specie. La comunicazione interspecifica non può essere un'abilità innata, ma piuttosto una sorta di imprinting accoppiato a un'emozione intensa (paura) all'inizio della vita.
Le risposte a richiami di allarme eterospecifici tra i mammiferi non si limitano alle scimmie, ma sono state riscontrate anche tra gli Sciuridi: p.es tra la marmotta dal ventre giallo e lo scoiattolo terricolo dorato.
I ricercatori hanno determinato che anche alcune specie di uccelli sono in grado di comprendere, o almeno rispondere, alle chiamate di allarme da parte di specie di mammiferi e viceversa; la risposta acustica degli scoiattoli rossi ai rapaci è pressoché identica a quella degli uccelli, rendendo anche questi ultimi consapevoli di una potenziale minaccia predatoria, mentre i tamia striati sono desiderosi di rispondere in massa ai richiami delle cince bicolori orientali.

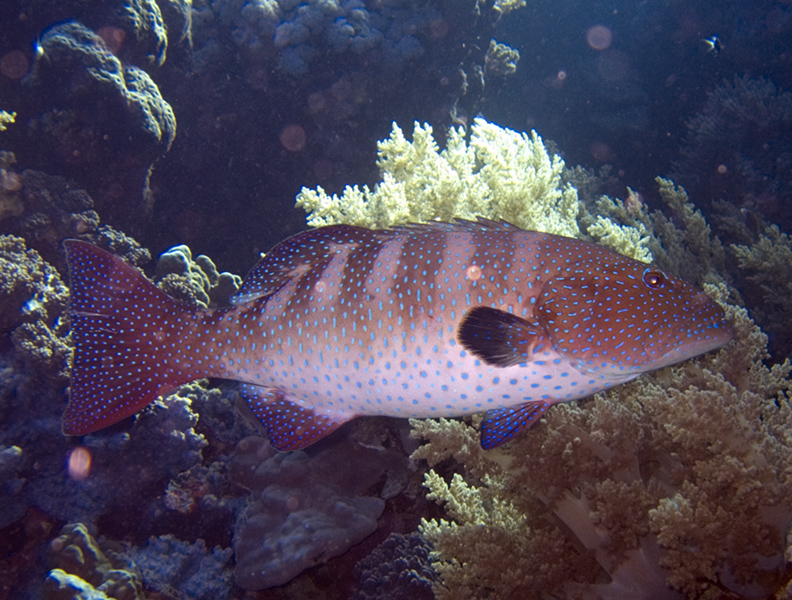
La cernia indo-pacifica è in grado di comunicare gestualmente con il pesce Napoleone e la murena gigante per mettere in atto strategie di caccia cooperativa.

Un caso di comunicazione interspecifica cooperativa è stato descritto anche tra i pesci. La cernia indopacifica (Plectropomus pessuliferus), un abile predatore, veloce nell'inseguire e nell'attaccare la preda in mare aperto, quando sua la preda si infila negli anfratti della barriera corallina, ricorre a una sorta di linguaggio dei segni per "chiamare in aiuto" altri due predatori, il pesce Napoleone (Cheilinus undulatus) e la murena gigante (Gymnothorax javanicus); la cernia indica col naso la preda nascosta e comincia a scuotere il corpo, invitando all' azione il pesce Napoleone, che si lancia contro la barriera corallina e la fa a pezzi, costringendo la preda a scappare, mentre la murena penetra nelle fenditure dei coralli per inseguire la preda al loro interno; se la preda tenta la fuga in mare aperto la cernia è subito pronta ad approfittarne. Nonostante tale strategia di caccia cooperativa i tre predatori non condividono il cibo: chiunque conquisti la preda, la divora tutta intera. Ma la strategia cooperativa garantisce comunque un numero di catture maggiore a quello che ogni singolo predatore sarebbe in grado di aggiudicarsi cacciando in solitario.
Nonostante non emettano vocalizzazioni, eccezione sia fatta per la famiglia dai gekkonidae, i sauri hanno un sistema uditivo ben sviluppato, il che presuppone un largo utilizzo e capacità di sfruttamento delle informazioni acustiche presenti nel paesaggio sonoro in cui vivono. Vediamo, per l'appunto, che la capacità di decodificare l'informazione acustica veicolata da segnali d'allarme eterospecifici, così come in mammiferi, uccelli e pesci, è stata conclamata anche in alcune specie di sauri appartenenti a famiglie distinte. Differenti ricerche hanno osservato che questi animali riconoscono il grido d'allarme di uccelli con i quali condividono i predatori, rispondendo con comportamenti antipredatoriali.
È raro che la comunicazione interspecifica sia osservata in un animale più anziano che si prende cura di un animale più giovane di una specie diversa. Ad esempio, Owen e Mzee, la strana coppia di un ippopotamo orfano e una tartaruga di Aldabra di 130 anni, mostrano questa relazione raramente vista nel mondo animale. Il dottor Kahumbu del santuario che ospita i due crede che i due vocalizzino tra loro in una maniera che non è quella stereotipata né di una tartaruga né di un ippopotamo. Owen non risponde ai richiami di un ippopotamo. È probabile che quando Owen fu presentato per la prima volta a Mzee fosse ancora abbastanza giovane da ricevere l'imprinting.

## Parassitismo e intercettazione
A differenza della comunicazione cooperativa, la comunicazione parassitaria comporta una condivisione ineguale di informazioni (parassitismo). In termini di richiami di allarme, ciò significa che gli avvertimenti non sono bidirezionali. Può darsi semplicemente che l'altra specie non sia stata in grado di decifrare i richiami della prima specie. Gran parte delle ricerche condotte su questo tipo di comunicazione sono state fatte su specie di uccelli, tra cui il picchio muratore e la cinciallegra. I picchi muratori sono in grado di discriminare tra sottili differenze nei richiami di allarme delle cince, che trasmettono la posizione e le dimensioni di un predatore. Poiché le cince e i picchi muratori di solito occupano lo stesso habitat, assalire in gruppo insieme i predatori funge da deterrente a beneficio di entrambe le specie. I picchi muratori vagliano i richiami di allarme delle cince per determinare se è conveniente dal punto di vista del consumo di energia assalire in gruppo un particolare predatore, perché non tutti i predatori rappresentano lo stesso rischio per i picchi muratori rispetto alle cince. Il vaglio può essere molto importante in inverno quando le esigenze energetiche sono le più alte.
I lavori di Gorissen, Gorissen ed Eens (2006) si sono concentrati sulla corrispondenza del canto delle cinciarelle (o "imitazione del canto") da parte delle cinciallegre. Cinciarelle e cinciallegre competono per risorse come cibo e cavità di nidificazione e la loro coesistenza ha importanti conseguenze sull'idoneità per entrambe le specie. Questi costi per l'idoneità potrebbero promuovere l'aggressività interspecifica perché le risorse devono essere difese anche contro gli eterospecifici. Quindi, l'uso di strategie vocali efficienti come la corrispondenza potrebbe rivelarsi efficace nella comunicazione interspecifica. Quindi, la corrispondenza eterospecifica potrebbe essere un modo di esprimere una minaccia nella lingua dell'intruso eterospecifico. Si potrebbe ugualmente sostenere che queste imitazioni dei suoni delle cinciarelle non hanno alcuna funzione e sono semplicemente il risultato di errori di apprendimento nel periodo sensibile delle cinciallegre perché le cinciarelle e le cinciallegre formano insieme stormi misti per la ricerca del cibo. Mentre gli autori concordano con la prima ipotesi, è plausibile che anche quest'ultima sia vera, dati i dati sull'età e l'esperienza nei primati.
Casi di intercettazione delle comunicazioni emesse da una specie da parte di un'altra sono stati trovati nelle rane túngara e nei loro eterospecifici simpatrici. Gli scienziati postulano che i cori di specie miste possono ridurre il loro rischio di predazione senza aumentare la competizione per l'accoppiamento.

## Predatore-preda
Gran parte della comunicazione tra predatori e prede può essere definita come segnalazione. In alcuni animali, il modo migliore per evitare di essere predati è fare un "annuncio" di pericolo o sgradevolezza, o aposematismo. Data l'efficacia di questo meccanismo, non sorprende che molti animali impieghino stili di mimetismo per allontanare i predatori. Alcuni predatori usano il mimetismo aggressivo anche come tecnica di caccia. Ad esempio, le lucciole del genere Photuris imitano le lucciole femmina del genere Photinus emettendo scie e bagliori per attirare le lucciole Photinus maschio interessate, che poi uccidono e mangiano. Anche i lofiformi (ad es. la rana pescatrice) sono famosi per il loro uso dell'illicio (una grossa appendice luminosa posta sulla testa) come esca per attirare piccoli pesci ignari.
Due esempi di segnalazione predatore-preda sono stati scoperti nei bruchi e negli scoiattoli terricoli. Quando sono disturbate fisicamente, le larve di lepidotteri producono un rumore a scatto ("clic") con le loro mandibole seguito da una secrezione orale sgradevole. Gli scienziati ritengono che questo sia un "aposematismo acustico" che è stato precedentemente trovato in uno studio controllato con i pipistrelli e le falene tigre. Mentre i meccanismi di difesa degli scoiattoli terricoli contro i serpenti a sonagli predatori sono stati ben studiati (vale a dire le segnalazioni con la coda), solo recentemente gli scienziati hanno scoperto che questi scoiattoli impiegano anche un tipo di segnalazione termica a infrarossi. Usando modelli robotizzati di scoiattoli, i ricercatori hanno scoperto che quando la radiazione infrarossa veniva aggiunta alla segnalazione con coda, i serpenti a sonagli passavano dal comportamento predatorio a quello difensivo e c'era meno probabilità che attaccassero rispetto a quando non si aggiungeva alcuna componente di radiazione.

## Critiche
Gli scienziati sociali e altri studiosi hanno storicamente criticato le ricerche sulla comunicazione interspecifica, caratterizzandola come antropomorfizzante. Questa prospettiva è diventata sempre più comune negli ultimi anni. Inoltre, sono state fatte considerazioni sulla mancanza di consenso tra i linguisti su ciò che è e ciò che non è comunicazione, per suggerire la metodologia utilizzata nel campo della comunicazione interspecifica è difettosa perché basata su presupposti erronei o carenti.
La telepatia animale, una variante della comunicazione interspecifica in cui sensitivi umani pretendono di comunicare con gli animali leggendo le loro menti, come il fenomeno della telepatia in generale, manca di prove scientifiche a sostegno ed è per lo più considerata una forma di pseudoscienza.